# Agrostis gracilaxa
Agrostis gracilaxa é uma espécie de gramínea do gênero Agrostis, pertencente à família Poaceae.